# 佩氏真鯊
佩氏真鲨（學名：Carcharhinus perezii），為軟骨魚綱板鰓亞綱真鯊目真鲨科的其中一種，被IUCN列為瀕危保育類動物，1876年，Felipe Poey在科學雜誌Anales de la Sociedad Española de Historia Natural上將本種命名為Platypodon perezi。模式標本是在古巴海岸捕獲的六尾樣本。後來的學者將Platypodon屬與真鯊屬同義。分布於西大西洋區，從美國佛羅里達州到巴西南部, 包括墨西哥灣北部與安地列斯群島海域，深度1至65公尺，本魚體呈紡錘型，口鼻部相當短、寬且圓形，鼻孔旁沒有明顯的皮瓣。眼睛大而圓形，有瞬膜，雙頜的兩側各有11-13列齒，牙齒具有寬闊的基部、鋸齒狀邊緣和狹窄的尖頭。五對鰓縫長度適中，第三條鰓縫位於胸鰭的起點上方，背鰭2個，第一背鰭高且呈鐮刀形，在其後面有一個低背脊延伸至第二背鰭，第二背鰭相對較大，具有較短的尖端。第一背鰭的起點位於胸鰭尖端上方或稍靠前，第二背鰭的起點位於臀鰭上方或稍靠前。胸鰭長而窄，逐漸變細，體上面為深灰色或灰棕色，下面為白色或白黃色，側面有不明顯的白色條紋，魚鰭沒有明顯的斑紋，胸鰭的下側、臀鰭和尾鰭下葉呈現暗色，體長可達300公分，體重可達69.9公斤，棲息在大陸棚及島嶼棚的陡峭礁石壁，屬肉食性，以硬骨魚、魟魚、頭足類等為食，胎生，雌魚平均一次可生產四至六尾幼魚，妊娠期為一年，每隔一年懷孕一次。具有經濟價值的魚類，魚肉可供食用，魚鰭可製成魚翅，魚皮可製成皮革，肝臟用於製作魚肝油，通常是用延繩釣所捕獲。

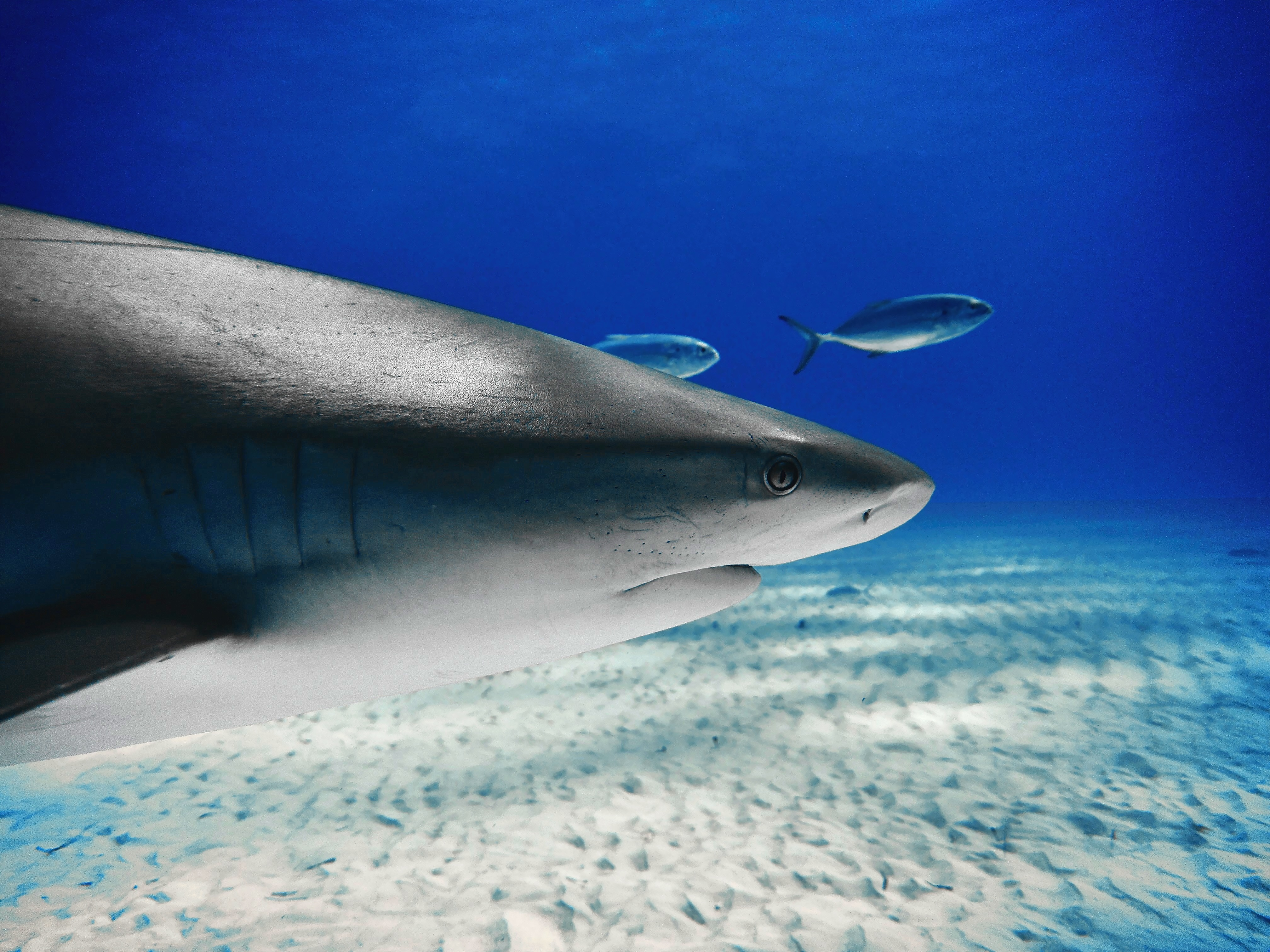
在巴哈馬老虎海灘所拍攝的佩氏真鲨特寫

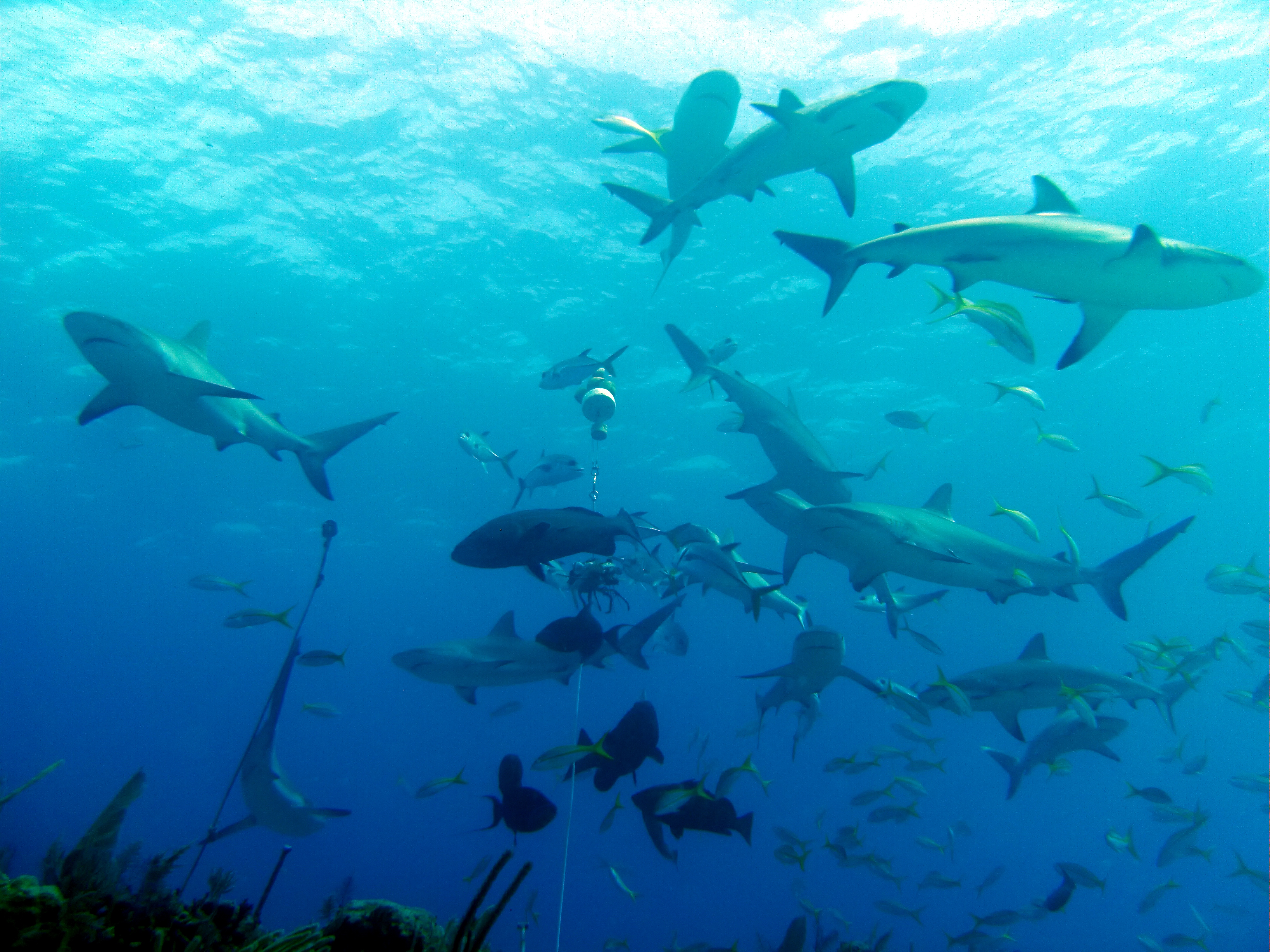
數尾佩氏真鲨被餌球所吸引

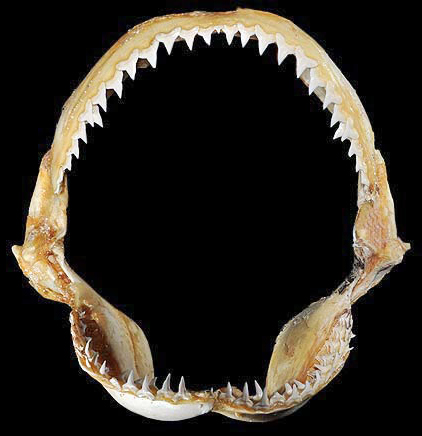
上下頷
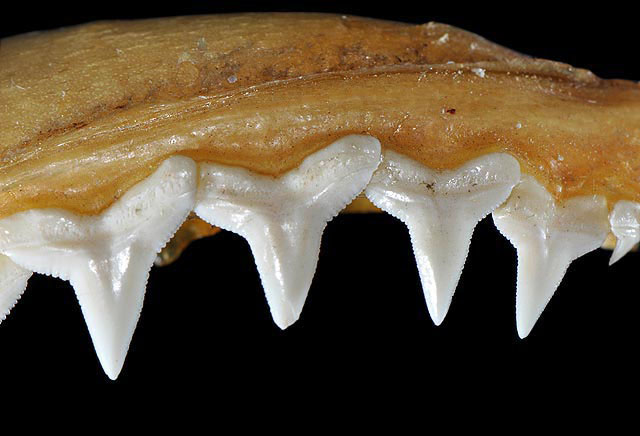
上頷牙齒
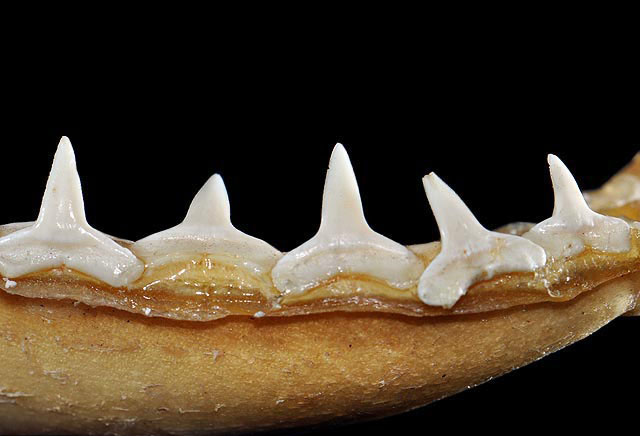
下頷牙齒